# Liste der Monuments historiques in Diedendorf
Die Liste der Monuments historiques in Diedendorf führt die Monuments historiques in der französischen Gemeinde Diedendorf auf.

## Liste der Bauwerke
| Bezeichnung        | Beschreibung | Standort                  | Kennzeichnung | Schutzstatus | Datum     | Bild           |
| ------------------ | ------------ | ------------------------- | ------------- | ------------ | --------- | -------------- |
| Schloss Diedendorf | 1577 erbaut  | 51, rue Principale (Lage) | PA00084691    | Inscrit      | 1977 2002 | weitere Bilder |